# Soeprapto
Soeprapto (12 août 1924 - 26 septembre 2009), est un politicien indonésien, gouverneur de Jakarta de 1982 à 1987.